# Aale-Dieter
Aale-Dieter, bürgerlich Dieter Bruhn, (* 21. Januar 1939 in Hamburg) ist ein deutscher Fischhändler.
Aale-Dieter verkauft auf dem wöchentlichen Hamburger Fischmarkt im Bezirk Altona seit Juni 1959 Fisch – vor allem Aale und Lachs – und wurde in den Medien als „in ganz Deutschland bekannt“ sowie als Hauptgrund für viele Besucher, den Fischmarkt aufzusuchen, bezeichnet. Die Anpreisung seiner Aale sorgte stets für ein großes Publikum. Bei größeren Käufen gab es einen Aal als Zugabe. 
Er wurde im Jahr 1989 vom Manager Magazin zu einem der zehn besten Verkäufer Deutschlands gewählt und von diesem Blatt auch später noch als Beispiel für erfolgreiche Verkaufsstrategien aufgeführt.
Bruhn hat eine klassische Gesangsausbildung und veröffentlichte im Jahr 2004 eine CD mit Schlagern namens Wovon kann ein Mensch denn schon träumen?.